# La regola delle 3 mogli
La regola delle 3 mogli (Rule of 3) è un film per la televisione diretto da Caroline Labrèche e interpretato da Erin Karpluk, Kelly Rutherford, Joris Jarsky e Kate Corbett.

## Trama
Alison Whitford è sposata, da circa un anno, con Dominick che lavora per una società mineraria e spesso deve assentarsi per lavorare all'estero. Il giorno della partenza per uno dei consueti viaggi di lavoro, Dominick viene investito da un'auto e muore.
Alison rimane sconvolta dalla notizia ed anche molto perplessa per il fatto che suo marito è stato investito in una zona della città dove non aveva motivo di essere.
Qualche giorno dopo viene improvvisamente assalita da Marla Mitchell, che la informa di essere sposata con Dominick già da qualche anno. Dopo una prima fase di scontro, tra le due donne nasce un'alleanza per cercare di scoprire di più sulla vita piena di bugie del loro marito.
Vengono così a scoprire che esiste anche una terza moglie, Cheryl Volberg, che Dominick ha sposato circa dieci anni prima e che, quindi, dovrebbe a tutti gli effetti essere l'unica moglie legittima.

## Produzione

### Riprese
Le riprese si sono svolte a Montréal, in Canada.